# Nacho Flores
Juan Ignacio Flores Ocaranza (Ciudad de México, 31 de julio de 1953 - Cuernavaca, Morelos, 11 de agosto de 2011), conocido como Nacho Flores, fue un jugador de fútbol mexicano que se desempeñó como lateral derecho, considerado uno de los mejores defensas mexicanos de la historia y uno de los máximos símbolos de Cruz Azul.
Militó dieciocho temporadas con el equipo celeste, en los que ganó 5 títulos; cuatro campeonatos nacionales: 1972-73, 1973-74, 1978-79, 1979-80, y un Campeón de Campeones; así como los subcampeonatos en la 1980-81, 1986-87 y 1988-89. Del mismo modo, fue tres veces galardonado como el Mejor Lateral de la Primera División de México en 1979, 1980 y 1981.
Técnicamente súper dotado, a pesar de fungir como lateral derecho, llegó a desempeñarse por momentos como volante por derecha o extremo. En 1990 se convirtió en el primer mexicano en ingresar a la lista de futbolistas que militaron en un solo equipo, luego de transcurrir toda su carrera con el equipo de la cementera, siendo, hasta el 2020, el jugador con más partidos disputados en la historia de la institución con 551, en los que anotó 20 goles, manteniendo el récord durante 30 años.
Con la Selección Mexicana disputó el Mundial de Argentina de 1978, alineando solamente en el encuentro ante Polonia, donde brindó una asistencia, teniendo un total de catorce partidos internacionales entre 1975 y 1981.

## Biografía

### Orígenes y formación futbolística
Originario de la colonia Malinche del Distrito Federal, Ignacio nace en el seno de una familia futbolera, destacando también sus hermanos César, Lorenzo y Luis Flores. Su padre, el Sr. Lorenzo Flores, lo fue integrando en categorías infantiles, donde ya mostraba sus cualidades técnicas. 
A los 16 años, juega en el Torneo de los Barrios y el América lo invitó a probar suerte, pero Flores declinó la oferta, al no tener interés en estar en dicho club. Intentó probarse en las inferiores de Pachuca, donde mejoró notablemente su nivel, y cuando podía escalar hacia el primer equipo, este perdía la categoría y se esfumaban las ilusiones de Ignacio por llegar al máximo circuito. No obstante, en enero de 1970, el Cruz Azul hizo una convocatoria donde invitaba a jóvenes a probarse para integrarse en sus filas, despertando nuevamente el ímpetu de Flores por buscar su sueño.

### Cruz Azul

#### En el máximo circuito y consagración
Después de un proceso selectivo con aproximadamente 3000 aspirantes, Ignacio logra quedarse en la lista final de 30 jugadores que conformarían un equipo piloto; tres meses después, sería llamado a la reserva profesional. En 1972, con 18 años de edad, Raúl Cárdenas le da la oportunidad de integrarse al primer equipo. Debuta el 17 de marzo de 1973 en la victoria 2-1 ante Laguna en el Estadio Azteca. En esa temporada, el equipo alcanzó la final frente al León, en la que, luego de preservar el empate en la ida y la vuelta, disputaban el desempate en el Estadio Cuauhtémoc el 19 de junio de 1973, y con una anotación Javier Guzmán y un autogol de Jorge Davino en los tiempos extras, el Cruz Azul se coronaría bicampeón por primera vez en su historia.
Al año siguiente volverían a llegar a la final del campeonato, ahora frente al Atlético Español. Pese a perder  2-1 en la ida, se quedaban con el título ganando 3-0 en la vuela, anotando Flores el tercero del equipo tras desmarcarse por la banda y venciendo con un zurdazo colocado a Vázquez del Mercado, siendo este su primer gol como profesional, convirtiéndose en tricampeones del fútbol mexicano. Tras perder la copa de la temporada frente al América, disputaban el Campeón de Campeones ante el mismo, esta vez con saldo a su favor, obteniendo así su tercer título con los celestes.
En 1979 volverían a ser contendientes al título, de la mano de Ignacio Trelles, terminarían la campaña en la posición de honor con 51 unidades. Llegaban a la final por el título frente a la Universidad Nacional de Hugo Sánchez y Cabinho, que terminó por decidirse en el partido de vuelta con 2-0 en el marcador, coronándose nuevamente campeones de liga.
Un año después alcanzaban nuevamente la final frente a los Tigres de la UANL, un equipo que, comandados por Tomás Boy, era extremadamente ofensivo y que había dejado fuera en el grupo de la liguilla al segundo favorito al título, que era el América. Con la mínima ventaja obtenida en San Nicolás y un espectacular empate 3-3 en el Azteca, el Cruz Azul se consagraba campeón de liga por séptima ocasión en su historia, siendo el cuarto y último título liguero de Flores con el equipo.

#### En los ochenta, las tres finales y retiro del fútbol
En muestra de gran vigencia, repetían la final por el campeonato al año siguiente, nuevamente frente a Universidad, pero con la salida de varios jugadores y el apresurado retiro de Miguel Marín, el equipo perdió enfoque y terminó siendo derrotado con 4-2 en el marcador global. Con la salida de Guillermo Mendizábal del equipo en 1983, asumió la capitanía y, luego de un par de temporadas sin clasificar a la liguilla, el Cruz Azul volvería a su mejor versión en la 1983-84, con Nacho firmando su mejor campaña en el plano individual, al anotar en 4 ocasiones y realizar 10 asistencias. Dirigidos por su excompañero Alberto Quintano, terminaban en la sexta posición general y se clasificaban a la liguilla. En los cuartos de final, terminaban empatados 3-3 con Atlante, con dos goles de Carlos Eloir Perucci en la serie, forzando los penales, siendo Flores quien anotaría el que les daría el pase a la siguiente ronda, donde serían eliminados a manos del América con 2-0 en el marcador.
En 1987, con Héctor Pulido al frente del equipo, y terminando en la segunda posición general, alcanzaban una nueva final ante el Guadalajara. En el partido de ida, Flores abría el marcador desde el punto penal, venciendo a Javier Ledesma con un extraordinario cobro; más tarde, Luis Antonio Valdez ponía el empate antes del descanso. Al minuto 81, Nacho tuvo que salir de cambio por una lesión que le impediría jugar la vuelta, situación que les terminaría saliendo muy caro pues, pese a salir con ventaja del partido de ida con 2-1 en el marcador, el equipo fue derrotado 3-0 en Guadalajara, quedándose con el subcampeonato. En sus últimos años de carrera, alcanzaban otra final en la temporada 1988-89, ya con Ignacio sufriendo de frecuentes lesiones, se vio relegado de la parte final del campeonato, donde se quedarían sin el título tras caer 5-4 ante el América en el marcador global. Se retiró profesionalmente del fútbol el 14 de octubre de 1989, jugando al lado de su hermano Luis Flores en el empate sin goles ante el Guadalajara por la jornada 6 de la temporada 1989-90. Alineando como contención, al terminar el primer tiempo, Ignacio recibió varios reconocimientos, el público se le entregó, y dio la vuelta olímpica acompañado por niños de las fuerzas inferiores. Dejaba las canchas luego de 18 temporadas con Cruz Azul en las que disputó 551 partidos y marcó 20 goles, siendo uno de los máximos referentes históricos en la institución y dejando un legado que perdura hasta el presente.

### Post-retiro y otros trabajos
Una vez retirado, Ignacio Flores desempeñó varias funciones dentro de la Noria, sobresaliendo su labor en fuerzas básicas como detector de talento y desarrollo de nuevos jugadores para beneficio de la institución, además de otros negocios particulares. Tiempo después, fue asistente técnico Jesús del Muro, durante su gestión en Cruz Azul, y de Carlos Jara Saguier, durante su paso con el Monterrey en el torneo Verano 1999, donde terminaron consiguiendo la permanencia de la categoría ante el Puebla, pero con el cambio de directiva del equipo regio, no continuaron en el cargo y Flores regresaba a las inferiores del equipo celeste. Pese a siempre aspirar a tener más peso específico como entrenador del equipo celeste y aportar algo de lo que pudo aportar como jugador, al haber otros intereses con los que Ignacio no coincidía, nunca tuvo esa oportunidad.

## Vida privada
Contrajo matrimonio con su pareja Catalina Sánchez, con quien tuvo dos hijos, Ignacio Flores Sánchez y Nélida Flores Sánchez.

## Selección nacional
Su gran rendimiento con Cruz Azul lo llevó a ser convocado por la Selección de fútbol de México, debutando el 1 de agosto de 1975, en la derrota 2-3 ante Alemania Democrática. Disputó un total de 14 encuentros en seis años como seleccionado.
En el Mundial de Argentina alineó en la derrota 3-1 ante Polonia, dando, sobre el minuto 52 del encuentro, la asistencia a Víctor Rangel para la anotación tricolor, quitándose la marca de Jerzy Gorgoń. Lastimosamente, este sería su único partido en la máxima competencia, tras ausentarse de los dos primeros encuentros por no estar bien físicamente. En tiempos recientes, se ha especulado sobre de lo diferente que hubiera sido la participación de México con Flores desde el inicio de la torneo, pues el lateral derecho fue de lo más destacado dentro de una generación que no supo encarar la competencia más importante del mundo.

“(en la final ante Atlético Español) …porque además tuve la fortuna de anotar el tercer gol. Eso dejó una huella imborrable en mí, por encima de cualquier cosa. Y también, por qué no, mi paso por la selección, que si no fue lo brillante que hubiera deseado, creo que cumplí y demostré mi clase en ese partido contra Polonia, en el que aún eliminados, se lucho con orgullo y vergüenza”
Ignacio Flores sobre su momento más agradable en el fútbol

### Participaciones en Copas del Mundo
| Torneo            | Sede      | Resultado    | PJ | G | A |
| ----------------- | --------- | ------------ | -- | - | - |
| Copa Mundial 1978 | Argentina | Primera fase | 1  | 0 | 1 |

## Estilo de juego y legado

Mosaico en memoria de Ignacio Flores.

Ignacio Flores es uno de los mejores laterales que ha dado el fútbol mexicano. Impasable, Flores también sabía desbordar por la banda, convirtiéndose en un extremo más en el peligroso ataque cementero de los años setenta. Ignacio Flores era sinónimo de fuerza, pundonor y clase, siendo su principal característica la capacidad de anticiparse a las jugadas con una gran lectura de juego y con una facilidad tremenda para pasar el balón correctamente al compañero mejor ubicado. Sus condiciones le permitían llegar al área rival, buscar variantes a la ofensiva, y después hacer su recorrido de 50 o 60 metros para marcar a la defensiva. Nacho era uno de esos casos de futbolistas muy técnicos, que son muy inteligentes para jugar.
Luego de pasar toda su carrera futbolística en Cruz Azul, aún en los años ochenta, cuando los campeonatos comenzaron a hacer falta en la institución y a pesar de tener fuertes ofertas en México y en el extranjero, Flores se mantuvo fiel a su equipo y a sus convicciones, lo que le valió convertirse en el jugador con más partidos en la historia del club, superando en 1987 a Héctor Pulido, y siendo superado el 26 de noviembre de 2020 por Julio César Domínguez.

## Estadísticas

### Clubes
Datos actualizados a fin de carrera deportiva.
| Cruz Azul · México                                                                                   | 1.ª           | 1972-73       | 15  | 0  | -  | - | -  | - | 15  | 0  |
| Cruz Azul · México                                                                                   | 1.ª           | 1973-74       | 35  | 1  | 6  | 0 | -  | - | 41  | 1  |
| Cruz Azul · México                                                                                   | 1.ª           | 1974-75       | 40  | 0  | 8  | 0 | -  | - | 48  | 0  |
| Cruz Azul · México                                                                                   | 1.ª           | 1975-76       | 36  | 1  | 6  | 0 | -  | - | 42  | 1  |
| Cruz Azul · México                                                                                   | 1.ª           | 1976-77       | 25  | 0  | -  | - | -  | - | 25  | 0  |
| Cruz Azul · México                                                                                   | 1.ª           | 1977-78       | 31  | 0  | -  | - | -  | - | 31  | 0  |
| Cruz Azul · México                                                                                   | 1.ª           | 1978-79       | 35  | 1  | -  | - | -  | - | 35  | 1  |
| Cruz Azul · México                                                                                   | 1.ª           | 1979-80       | 33  | 3  | -  | - | -  | - | 33  | 3  |
| Cruz Azul · México                                                                                   | 1.ª           | 1980-81       | 30  | 0  | -  | - | 4  | 0 | 34  | 0  |
| Cruz Azul · México                                                                                   | 1.ª           | 1981-82       | 32  | 0  | -  | - | 4  | 0 | 36  | 0  |
| Cruz Azul · México                                                                                   | 1.ª           | 1982-83       | 33  | 1  | -  | - | -  | - | 33  | 1  |
| Cruz Azul · México                                                                                   | 1.ª           | 1983-84       | 33  | 4  | -  | - | -  | - | 33  | 4  |
| Cruz Azul · México                                                                                   | 1.ª           | 1984-85       | 29  | 0  | -  | - | -  | - | 29  | 0  |
| Cruz Azul · México                                                                                   | 1.ª           | 1985-86       | 33  | 3  | -  | - | -  | - | 33  | 3  |
| Cruz Azul · México                                                                                   | 1.ª           | 1986-87       | 29  | 1  | -  | - | -  | - | 29  | 1  |
| Cruz Azul · México                                                                                   | 1.ª           | 1987-88       | 24  | 1  | 4  | 2 | 5  | 2 | 33  | 5  |
| Cruz Azul · México                                                                                   | 1.ª           | 1988-89       | 16  | 0  | -  | - | -  | - | 16  | 0  |
| Cruz Azul · México                                                                                   | 1.ª           | 1989-90       | 5   | 0  | -  | - | -  | - | 5   | 0  |
| Cruz Azul · México                                                                                   | Total club    | Total club    | 514 | 16 | 24 | 2 | 13 | 2 | 551 | 20 |
| Total carrera                                                                                        | Total carrera | Total carrera | 514 | 16 | 24 | 2 | 13 | 2 | 551 | 20 |
| (1)Incluye datos de la Copa México y el Campeón de Campeones. (2)Incluye datos de Copa de Campeones. |               |               |     |    |    |   |    |   |     |    |

Fuente: Transfermarkt - National Football Teams - Soccerway.

### Selección
| Año   | Partidos |
| ----- | -------- |
| 1975  | 2        |
| 1978  | 3        |
| 1979  | 4        |
| 1980  | 3        |
| 1981  | 2        |
| Total | 14       |

### Resumen estadístico
| Competición         | Partidos | Goles | Promedio |
| ------------------- | -------- | ----- | -------- |
| Liga                | 514      | 16    | 0,03     |
| Copa Nacional       | 24       | 2     | 0,08     |
| Copa Internacional  | 13       | 2     | 0,15     |
| Selección de México | 14       | 0     | 0        |
| Total carrera       | 565      | 20    | 0,04     |

## Fallecimiento
El 11 de agosto del 2011 fue asesinado a balazos mientras viajaba con familiares sobre la carretera México - Cuernavaca, a la altura del poblado de Chamilpa en el estado de Morelos. Se desconoce el motivo por el cual se vio acribillado, así como a los autores del crimen. El reporte de emergencia se dio a las 11:30 p. m. y en la llamada se notificó que varios sujetos armados disparaban contra una camioneta. Por su parte, el diario Excélsior, informó que una mujer de 53 años y un hombre de 60 también resultaron heridos, y que una niña de 10 años fue atendida por crisis nerviosa. En su momento, las autoridades siguieron dos líneas de investigación: un posible asalto para quitarles la camioneta o una confusión con algún narcotraficante.

## Palmarés

### Campeonatos nacionales
| Título               | Equipo    | País   | Año     |
| -------------------- | --------- | ------ | ------- |
| Primera División     | Cruz Azul | México | 1972-73 |
| Primera División     | Cruz Azul | México | 1973-74 |
| Campeón de Campeones | Cruz Azul | México | 1973-74 |
| Primera División     | Cruz Azul | México | 1978-79 |
| Primera División     | Cruz Azul | México | 1979-80 |

### Distinciones individuales
| Año  | Distinción                             |
| ---- | -------------------------------------- |
| 1979 | Lateral del año en México              |
| 1980 | Lateral del año en México              |
| 1981 | Lateral del año en México              |
| 1984 | Heraldo al mejor asistidor en México   |
| 1990 | One Club Man                           |
| 2005 | Salón de la Fama de Cruz Azul          |
| 2009 | Homenaje a la trayectoria de Cruz Azul |